# Rolf Rannacher
Rolf Rannacher (Leipzig, 10 de junho de 1948 (76 anos)) é um matemático alemão. É professor de análise numérica da Universidade de Heidelberg.
Obteve um doutorado em 1974 na Universidade de Frankfurt, orientado por Friedrich Stummel.
Foi palestrante convidado do Congresso Internacional de Matemáticos em Berlim (1998).

## Obras
- com Wolfgang Bangerth: Adaptive finite element methods for differential equations, Birkhäuser 2003
- Editor com Georg Bader, Gabriel Wittum: Numerische Algorithmen auf Transputer-Systemen, Teubner/Vieweg 1993
- Editor com Willi Jäger, Jürgen Warnatz: Reactive Flows, Diffusion and Transport: From Experiments via Mathematical Modeling to Numerical Simulation and Optimization. Final Report SFB 359, Springer 2006 (der SFB bestand 1993 bis 2004)
- Editor com outros: Trends in PDE Constrained Optimization, Birkhäuser 2014
- Editor com outros: Constrained Optimization and Optimal Control for Partial Differential Equations, Birkhäuser 2012
- Editor com Wolfgang Hackbusch: Numerical Treatment of the Navier-Stokes Equations (Notes on Numerical Fluid Mechanics), Vieweg 1990
- Editor com Guido Kanschat u.a.: Numerical Methods in Multidimensional Radiative Transfer, Springer 2009
- Editor com Giovanni Galdi: Fundamental Trends in Fluid-Structure Interaction, World Scientific 2010
- Herausgeber mit Adélia Sequeida: Advances in Mathematical Fluid Mechanics: Dedicated to Giovanni Paolo Galdi on the Occasion of his 60th Birthday, Springer 2010
- Editor com Giovanni Galdi, Malcolm Heywood: Contributions to Current Challenges in Mathematical Fluid Mechanics, Birkhäuser 2004
- com Giovanni Galdi, Anne M. Robertson, Stefan Turek: Hemodynamical Flows: Modeling, Analysis and Simulation (Oberwolfach Seminars), Birkhäuser 2007